# سعيد الباشا
سعيد الباشا هو طبيب وأستاذ جامعي وسياسي مغربي وُلدت في مدينة الرباط في المغرب في 21 يناير عام 1959، وشغل منصب عميد كلية الطب بجامعة محمد السادس لعلوم الصحة بالدار البيضاء بدءًا من أكتوبر عام 2018 وحتى سبتمبر عام 2022.

## الدراسة
تخرج سعيد الباشا من كلية الطب، ثُم حصل على درجة الدكتوراة في تخصص الجراحة، وقد ألف كتابًا علميًّا في علم الأورام يُعد مرجعًا معترف به في جميع أنحاء العالم.

## مسيرته المهنية
التحق سعيد الباشا عقب تخرجه من الجامعة بالعمل في وزارة التشغيل والشؤون الاجتماعية والتضامن المغربية ككاتب دولة ومسؤول عن التكوين المهني في المغرب، ثُم عمل كجراح في مستشفى ابن سينا بالرباط، ثُم عُين بعد ذلك أستاذًا بكلية الطب والصيدلة بالرباط.
كان سعيد الباشا، عضوًا في الجمعية المغربية للجراحة، وقد انضم لحزب الحركة الشعبية، وتقلد عددًا من المناصب الأكاديمية والحزبية كان من أهمها ما يلي:
- رئيس وعميد قسم أطباء الباطنة في مركز مستشفى جامعة ابن سينا.
- عضو اللجنة المركزية والأمانة العامة للمكتب السياسي لحزب الحركة الشعبية.
- نائب لرئيس بلدية يعقوب منصور خلال الفترة ما بين عامي 1992 و1997.
- رئيسا لمجلس ولاية الرباط لمرتين كانت أولاهما في عام 1998 وامتدت الفترة الثانية من 2003 وحتى عام 2008.
- عضو مجلس جهة الرباط - سلا - زمور - زعير ومجلس مدينة الرباط خلال الفترة ما بين عامي 2003-2008.
- عميد كلية الطب بجامعة محمد السادس للعلوم الصحية بالدار البيضاء بدءًا من أكتوبر عام 2018 وحتى سبتمبر عام 2022.[1]